# AG Weser
АГ Везер (нем. Aktien-Gesellschaft Weser, AG Weser) — немецкая судостроительная компания, расположенная на реке Везер в Бремене. Компания сыграла важную роль в Первой мировой войне, создавая подводные лодки и надводные боевые корабли для Кайзеровских ВМС.
В 1926 году вместе с другими восемью верфями образовала «Немецкую корабле- и машиностроительную компанию» («Дешимаг») (нем. Deutsche Schiff und Maschinenbau (Deschimag)), при этом верфь в Бремене сохранила своё название.

## История
АГ Везер была основана 8 ноября 1843 года как «Чугунолитейные и машиностроительные заводы Вальтьена и Леонарда», позднее ставшая «Вальтьен и К°», с 1849 начинает строить одни из первых судов с паровым двигателем. 26 марта 1873 года АГ Везер первый важный заказ от Кайзермарине. С 1875 по 1881 годы было построено 11 канонерских лодок.
После этого заказа продолжилось строительство главным образом гражданских судов.